# Fest des Federweißen
Das Fest des Federweißen wird jedes Jahr am dritten Oktoberwochenende in der pfälzischen Stadt Landau gefeiert, die von allen deutschen Kommunen die größte Weinbaufläche besitzt. Mit über 100.000 Besuchern ist das Fest des Federweißen in der Südpfalz dasjenige Weinfest, das den meisten Zuspruch findet.

## Geschichte
Das Landauer Fest um den Federweißen, die am meisten verbreitete Variante des Neuen Weins, ging aus einem der in der Region üblichen „Bitzlerfeste“ hervor; 1953 wurde es erstmals gefeiert. Mittlerweile hat es im südpfälzischen Raum vom Publikumsinteresse her selbst die traditionellen Weinfeste weit hinter sich gelassen. Vor allem seit 1997 vom Deutschen Weinlesefest in Neustadt an der Weinstraße die Taufe des neuen Weinjahrgangs übernommen wurde, steigen die Besucherzahlen von Jahr zu Jahr.

## Dauer und Örtlichkeit
Das Fest des Federweißen dauert von Donnerstag bis Sonntag. Zentrum des Festes ist der Rathausplatz im Stadtzentrum. Der Sonntag als letzter Tag des Festes ist seit den 1970er Jahren verkaufsoffen; dieses Angebot nutzen weitere 50.000 Interessenten.

## Ablauf
Die besondere Festatmosphäre gedeiht auf dem Rathausplatz mit seinen seit Jahrzehnten immer wieder aufgebauten hölzernen Weinkojen. Auch die zahlreichen Weinstuben in der Landauer Innenstadt beteiligen sich am Fest.
Die Tage mit den herausragenden Ereignissen sind der Donnerstag und der Sonntag. Die Eröffnung wird am Donnerstag durch den Oberbürgermeister zusammen mit der Deutschen Weinkönigin vorgenommen. Dabei wird auch die Landauer Weinprinzessin der abgelaufenen Saison verabschiedet und die neu gewählte gekrönt und in ihr Amt eingeführt. Diese vollzieht dann am Abend die Taufe des neuen Weinjahrgangs. Den Namen hat vorher eine Jury aus den eingegangenen Vorschlägen ausgewählt, die inzwischen regelmäßig bei mehr als tausend liegen und vor allem über das Internet eingereicht werden. 2007 gewann der erfolgreiche Namensgeber eine Tagesfahrt auf einem original Landauer; dabei handelt es sich um eine Kutsche, die vermutlich in der Stadt erfunden wurde. Höhepunkte des Schlusstages sind um 11:30 Uhr der musikalische Frühschoppen und nachmittags die verkaufsoffene Innenstadt.